# Exorista schistella
Exorista schistella là một loài ruồi trong họ Tachinidae.